# Campichoeta aurascutellata
Campichoeta aurascutellata är en tvåvingeart som först beskrevs av Hajimu Takada och Momma 1975.  Campichoeta aurascutellata ingår i släktet Campichoeta och familjen sumpskogsflugor. Inga underarter finns listade i Catalogue of Life.